# 克卜勒20e
克卜勒20e（Kepler-20e）是一顆圍繞著恆星克卜勒20公轉的太陽系外行星。它距離太陽大約950光年，位於天琴座。克卜勒20e的半徑略小於地球和金星。

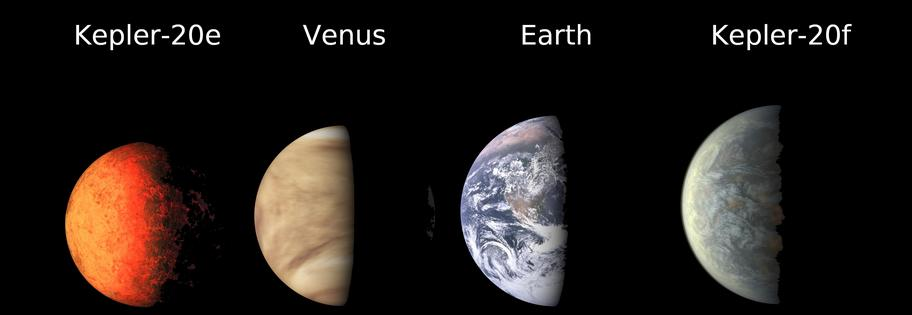
克卜勒20e（左一）、金星（左二）、地球（左三）和克卜勒20f的大小比較

它和另一顆類似地球體積的行星克卜勒20f一同被發現，這項成果於2011年12月20日公佈。從熱木星到熱海王星，再到超級地球，一些體積近似於地球的天體已被證實存在於類似太陽的恆星周圍。這是首顆被發現體積比地球小的太陽系外行星。